# Христо Градевецът
Христо Градевецът е български революционер, войвода на Върховния македоно-одрински комитет.

## Биография
Роден е в горноджумайското село Градево. Влиза във ВМОК и става войвода на градевската чета. През 1902 година с четата си участва в Горноджумайското въстание, организирано от Върховния комитет. През лятото на следната 1903 година с четата си участва и в Илинденско-Преображенското въстание в четата на капитан Юрдан Стоянов.